# Parafilaroides gymnurus
Parafilaroides gymnurus is een rondwormensoort uit de familie van de Filaroididae. De wetenschappelijke naam van de soort is voor het eerst geldig gepubliceerd in 1899 door Railliet.